# Acanthina
Acanthina, comúnmente llamados caracoles unicornio, son un género de gasterópodos depredadores de pequeño tamaño, que pertenecen a la familia Muricidae.

## Hábitat
Estos caracoles viven en la zona intermareal y submareal superior.

## Especies
Especie dentro del género Acanthina:
- Acanthina monodon (Pallas, 1774)
- Acanthina unicornis (Bruguière, 1789)

Sinonimías
- Acanthina paucilirata ahora Acanthinucella paucilirata
- Acanthina punctulata  ahora Acanthinucella punctulata
- Acanthina lugubris  ahora Mexacanthina lugubris
- Acanthina spirata ahora  Acanthinucella spirata
- Acanthina angelica Oldroyd, 1918 : sinonimia de Mexacanthina angelica (Oldroyd, 1918)
- Acanthina costata Fischer, 1807 : sinonimia de Acanthina  monodon (Pallas, 1774)
- Acanthina imbricata Fischer, 1807 : sinonimia de Acanthina monodon (Pallas, 1774)
- Acanthina laevigata Fischer, 1807 : sinonimia de Acanthina  monodon (Pallas, 1774)
- Acanthina tyrianthina Berry, 1957 : sinonimia de Mexacanthina  lugubris (Sowerby, 1821)